# Меларенторгет
Меларенторгет (Площадь Меларен; швед. Mälartorget) — городская площадь в Гамла-Стане («старом городе») в центре Стокгольма (Швеция). Названа по своему расположению на западной набережной старого города, выходящей к озеру Меларен. С площадью связаны улицы и переулки Мункброгатан, Шёнфельдтс-Грэнд, Тюска-Бринкен и Лейонштедтс-Грэнд, а транспортная магистраль Мункброледен отделяет её от набережной. Главный выход станции метро «Гамла-Стан» находится на Меларнторгет.

## История

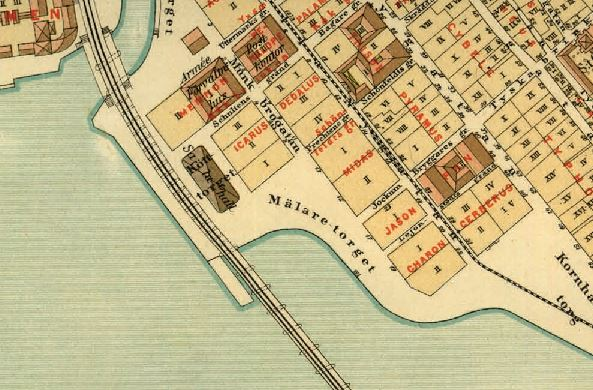
Площадь на карте 1885 года

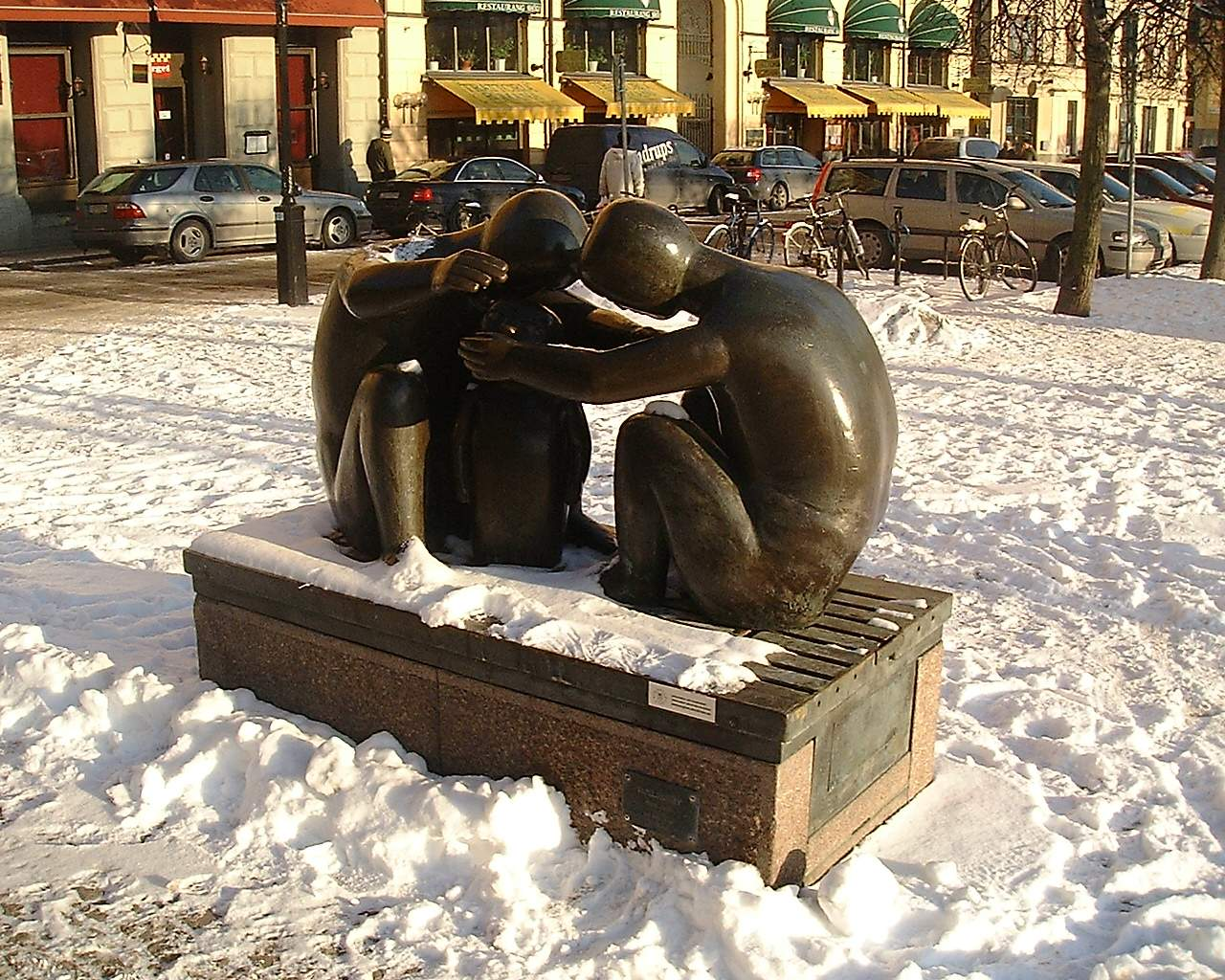
Скультура «Семья»

Площадь упоминается в исторических записях в 1866 году и возникла в середине XIX века как побочный продукт строительства новой гавани путём насыпи земли. Изначально она использовалась для разгрузки сельскохозяйственной продукции, доставленной в город со всего региона озера Меларен.
Исторически это место было известно как Флюгмётет («Мушиное собрание»), поскольку все городские отхожие места опорожнялись здесь за деревянным частоколом, а затем их вывозили на лодках измученные старушки, часто бывшие заключенные, которые по ночам искали утешения в бутылке. Отходы отвозили на завод на острове Кунгсгольмен, где их перерабатывали в пороховой компонент. Хотя отхожая куча была упразднена в 1840-х годах, и это название так и не получило официального статуса, оно упоминается в путеводителе в 1844 году и было предложено в качестве официального названия в 1921 году.
На площади установлена бронзовая скульптура на гранитном постаменте «Familjen» («Семья») работы Пюе Энгстрёма, созданная в 1972—1973 годах. Фигуры матери, отца и ребёнка можно перемещать и вращать по направляющим в постаменте. Скульптура представляет собой увеличенную копию работы, впервые выставленной в 1960-х годах.